# محمد بزتپه
محمد بزتپه (انگلیسی: Mehmet Boztepe؛ زادهٔ ۱۶ ژانویهٔ ۱۹۸۸) بازیکن فوتبال اهل ترکیه است.
از باشگاه‌هایی که در آن بازی کرده‌است می‌توان به باشگاه فوتبال امن، باشگاه فوتبال آدانااسپور، باشگاه فوتبال اسکی‌شهراسپور، باشگاه فوتبال باندرماسپور، و باشگاه فوتبال الازیغ‌اسپور اشاره کرد.
وی همچنین در تیم ملی فوتبال زیر ۲۰ سال ترکیه بازی کرده‌است.